# Mortagne-du-Nord
Mortagne-du-Nord és un municipi francès, situat a la regió dels Alts de França, al departament del Nord. L'any 2006 tenia 1.663 habitants. Limita al nord-est amb Flines-lès-Mortagne, al sud-est amb Château-l'Abbaye, al sud-oest amb Thun-Saint-Amand i a l'oest amb Maulde.

## Demografia
| 1962                                       | 1968  | 1975  | 1982  | 1990  | 1999  | 2006  |
| ------------------------------------------ | ----- | ----- | ----- | ----- | ----- | ----- |
| 1.560                                      | 1.664 | 1.573 | 1.589 | 1.594 | 1.580 | 1.663 |
| Des de 1962: població sense dobles comptes |       |       |       |       |       |       |

## Administració
| Període | Identitat     | Partit |
| ------- | ------------- | ------ |
| 2001-   | Michel Quiévy |        |